# Marphysa chevalensis
Marphysa chevalensis är en ringmaskart som beskrevs av Willey 1905. Marphysa chevalensis ingår i släktet Marphysa och familjen Eunicidae. Inga underarter finns listade i Catalogue of Life.